# Karl Holz
Karl Holz (Viena (Àustria), 3 de març, 1799 - idem. 9 de novembre, 1858), va ser un violinista austríac. Va ser segon violinista del Quartet Schuppanzigh fundat per Ignaz Schuppanzigh i un company proper del compositor Ludwig van Beethoven quan va escriure els seus darrers quartets de corda en l'última fase de la seva vida.

## Biografia
Poc se sap de la vida de Karl Holz; La major part de la informació coneguda es pot derivar de la comunicació escrita amb Ludwig van Beethoven continguda als llibres de converses, amb l'ajuda de la qual Beethoven va haver de comunicar-se per escrit amb els seus semblants durant els últims anys de la seva vida a causa de la seva sordesa causada. per l'otoesclerosi.

Karl Holz era caixer a temps complet a la cancelleria de les propietats provincials de la Baixa Àustria. Va descriure aquesta activitat a Beethoven de la següent manera:
| « | "Tinc un deure molt lleuger. Bàsicament, només treballo una hora. Tinc l'altre temps per a mi. Però he de seure a dins; Almenys hi he de posar el meu cos. Sempre tinc una feina interessant per a mi" | » |

Per complementar el seu mins sou com a funcionari, donava classes de violí. D'acord amb la naturalesa del seu treball, més tard va veure el seu matrimoni planificat com una limitació de les seves inclinacions musicals més que la seva professió. Després de donar concerts públics amb Joseph Böhm, membre del Quartet Schuppanzigh, des del 1821, va ser segon violinista del conjunt des del 1823 fins a la mort d'Ignaz Schuppanzigh el 1830.

El primer contacte amb Ludwig van Beethoven es va produir quan se suposava que Holz havia de dirigir una simfonia de Beethoven, probablement la quarta, el 4 d'abril de 1825 a la Redoutensaal de Viena. L'amistat entre ambdós es va desenvolupar l'agost del mateix any quan Beethoven va donar al violinista l'autògraf del seu Quartet de corda núm. 15 en la menor op.132 perquè se'n fessin còpies i no es van confirmar els temors del compositor de no recuperar l'autògraf. Karl Holz es va convertir en la persona de contacte entre Beethoven i el Schuppanzigh Quartet, el copista de les seves composicions de quartet i va assumir les tasques domèstiques i les negociacions amb els editors per al compositor. El violinista, a qui Beethoven va posar sobrenoms com "Millor fusta de caoba", era "convidat 365 vegades l'any a dinar", com va dir el nebot de Beethoven, Karl, una mica burlonament. El mateix Karl Holz va escriure sobre el seu temps amb Beethoven:
| « | “Mentre composava els tres quartets opus 127, 130, 132 sol·licitats pel príncep Golitsyn, de la imaginació inesgotable de Beethoven va sorgir una gran quantitat de noves idees de quartet que gairebé involuntàriament va haver d'escriure els quartets en do sostingut menor i en fa major. 'Cara, he tornat a pensar en alguna cosa!', deia en broma i amb els ulls brillants quan anàvem a passejar: va escriure unes quantes notes al seu quadern de dibuix (...) 'i, gràcies a Déu, falta. d'imaginació que mai! | » |

## Valoració històrica
La primera biografia coherent de Beethoven va ser publicada el 1840 pel secretari de Beethoven, Anton Felix Schindler. En això, Schindler es presenta com el confident més proper dels darrers anys de Beethoven, el fet és que entre finals de 1822 i 1824 Schindler es va ocupar de les tasques quotidianes necessàries per a Beethoven, com ara fer encàrrecs i negociar amb copistes. No obstant això, Schindler es va prendre la seva tasca tan seriosament que Beethoven, que en una carta datada el 19 d'agost de 1823 es va queixar al seu germà Johann d'"aquesta persona menyspreable i menyspreable", aviat ho va trobar massa i va anomenar el seu autoproclamat. "secretari sense sou" finalment alliberat de les seves funcions perquè temia "que un dia sigui imminent una gran desgràcia per culpa vostra". El va substituir Karl Holz, que, segons Schindler, era «a cada polzada un faiake vienès de la màxima qualitat»; Schindler també va assumir el violinista, per haver tingut una influència negativa en el compositor temptant-lo a beure més alcohol i centrar-se massa en guanyar diners, i va confirmar la seva valoració cinc anys després en un article de diari:
| « | Afortunadament, va ser només durant el curt període d'uns 18 mesos quan el servilisme més menyspreable, fins ara desconegut per part del senyor Holz, alimentant la irritabilitat, la desconfiança i els estats d'ànim sovint infantils de Beethoven, va fer que l'home de cor generós Beethoven negués molt sovint la seva naturalesa. i es va convertir en un veritable soldà". | » |

">Anton Felix Schindler: Kölnische Zeitung, núm. 298 de 15 d'octubre de 1845</ref>Karl Holz es va defensar de les acusacions que Schindler afirmava poder demostrar amb entrades als llibres de converses. No obstant això, ara s'ha establert que Schindler va forjar nombroses entrades de diari de converses per presentar-se amb una llum més favorable.
No obstant això, aquestes falsificacions només es van poder demostrar 100 anys més tard durant el treball d'edició de l'edició crítica de la "Konversationshefte", de manera que inicialment no es va posar en dubte la mala reputació de Holz durant molt de temps. L'investigador de Beethoven, Alexander Wheelock Thayer, va jutjar Karl Holz de manera diferent, però essencialment va seguir l'avaluació de Schindler descrivint Holz com "atrevit" i donant-li "una certa frivolitat" i "una certa importunitat". Altres investigadors com Otto Jahn (»Les comunicacions de Karl Holz (...) s'han d'avaluar amb precaució«), Ludwig Nohl (»un autèntic› fruit ‹vienès, tant en el bon com en el dolent sentit«) i Paul Bekker («També només hi havia uns quants coneguts vienesos la relació amb Beethoven es va aprofundir amb el pas del temps. Gent com Schindler o Holz no hi són entre ells»,) van seguir a Schindler.

Mentre que Karl Holz només s'esmentava en un volum suplementari (MGG I, vol. 16, columna 728s.) després de la primera edició de "La música en la història i el present", Constant von Wurzbach també va fer una valoració negativa al seu "Lexic biogràfic de l'Imperi Austríac". sobre Holz, que, per defensar-se de les afirmacions de Schindler, va recolzar l'opinió negativa de Beethoven sobre Schindler amb les corresponents declaracions a la correspondència del compositor:
| « | "Així que veus, no hauries de prendre aquestes expressions dures contra Schindler massa literalment. És raonable suposar que el descontentament de Beethoven amb Schindler no va ser durador; […] tots els abusos recauen en Holz, que va actuar de manera tan desconsiderada contra un home la vanitat exagerada del qual –que es reflecteix en »ami de Beethoven«- només mereix llàstima» | » |

- Constant von Wurzbach: a: Constant von Wurzbach: Biographical Encyclopedia of the Austrian Empire, 60 volums, Viena 1856-1891, volum 30, pàg 6.
Segons el musicòleg Gerd Indorf, aquesta visió totalment negativa de Karl Holz no es pot confirmar; Més aviat, una anàlisi de l'onzè volum de la "Konversationshefte" suggereix que la cura de Holz per Beethoven no estava limitada per l'egoisme, sinó pels plans matrimonials del violinista: "Els afers matrimonials li preocupen una mica [sic] molt".
Karl Holz va morir de còlera el 1858. El pla de Holz per a una biografia oficial del compositor, aprovada per Beethoven, no es va materialitzar per raons desconegudes.